# 北霊園
北霊園（きたれいえん）は、⼤阪市北区にある大阪市公営の霊園である。
住所は、大阪府⼤阪市北区⻑柄中2丁⽬4-25
大阪市が維持管理する10の霊園のひとつであり、南霊園と同様古くからある霊園である。

## 歴史
- 1874年（明治7年）：大阪府が開設。
- 1875年（明治8年）：八弘社による運営が開始。
- 1907年（明治40年）：大阪市が買収し現在に至る。

## 基本情報
- 敷地総面積：20,236㎡
- 区画数：15,000区画
- 最寄り葬儀式場：大阪市立北斎場（火葬場併設）
- 施設：法要施設、多目的ホール、売店等
- 宗旨・宗派：不問

## 交通アクセス
- 大阪メトロ 谷町線・堺筋線 天神橋筋六丁目駅(天六) 2番出口から徒歩5分
- シティバス「長柄西」から南東へ約300メートル